# Danh sách nhà toán học (A)
Bản mẫu:MathTopicTOC

## A
- A., Choudum S. (Ấn Độ, 1947 -)
- Aaboe, Asger (?, 1922 - 2007)
- Aalen, Odd (Na Uy, 1947 -)
- Aanderaa, Stål (Na Uy, 1931 -)
- Abakanowicz, Bruno (Nga/Ba Lan/Lithuania, 1852 - 1900)
- Abel, Niels Henrik (Na Uy, 1802 - 1829)
- Abelson, Harold (Mỹ), ? -)
- Abercrombie, Alexander (Anh, 1949 -)
- al-Abharī, Athīr al-Dīn (Persia, 1200 - 1265)
- Abhyankar, S. S. (Ấn Độ/[[[[[Hoa Kỳ|Mỹ]]]]]], 1930 -)
- Abian, Alexander (Mỹ), 1923 - 1999)
- Ablowitz, Mark J. (?, ? -)
- Abraham, Ralph (Mỹ), 1936 -)
- Abrahams, David (Anh, 1958 -)
- D'Abramo, Germano (Ý, 1973 -)
- Abramowicz, Kazimierz (Ba Lan, 1889 - 1936)
- Abramowitz, Milton (Mỹ), 1915 - 1958)
- [[Abd[[[[[Hoa Kỳ|Mỹ]]]]]]lam Abubakar|Abubakar, Abd[[[[[Hoa Kỳ|Mỹ]]]]]]lam]] (Ireland, ? -)
- Abubakar, Iya (Nigeria, 1934 -)
- Aced, Rafael Mercado (?, ? -)
- Achenwall, Gottfried (Đức, 1719 - 1772)
- Ackerman, Nate (Mỹ), 1978 -)
- Ackermann, Wilhelm (Đức, 1896 - 1962)
- Aczel, Amir (Israel, 1950 -)
- Aczél, János (Canada/Hungary, 1924 -)
- Aczel, Peter (Vương quốc Anh, ? -)
- Adair, John (Scotland, 1650s - 1722)
- Adalbold II of Utrecht (Hà Lan, ? - 1026)
- Adam, Jehan (Pháp, ? -)
- Adams, Colin (Mỹ), 1956 -)
- Adams, Jeffrey (Mỹ), 1955 -)
- Adams, John Couch (Anh, 1819 - 1892)
- Adams, John Frank (Anh, 1930 - 1989)
- Adams, Karl (Thụy Sĩ, 1811 - 1849)
- Adamyan, Vadym (Ukraine/Liên Xô, 1938 -)

## Ade
- Adelard of Bath (?, 1080s - 1150s)
- Adelbulner, Michael (Đức, 1702 - 1779)
- Adelson-Velsky, Georgy Maximovich (Nga/Liên Xô, 1922 -)
- Adelstein, Abraham Manie (Anh/Nam Phi, 1916 - 1992)
- Ádem, José (Mexico, 1921 - 1991)
- Adhemar, Joseph Alphonse (Pháp, 1797 - 1862)
- Adian, Sergei (Armenia/Nga/Liên Xô, 1931 -)
- Adler, August (Cộng hòa Séc/Áo, 1863 - 1923)
- Adler, Irving (Mỹ), 1913 -)
- Adler, Mark (Mỹ), 1959 -)
- Adomian, George (Mỹ), 1922 - 1996)
- Adrain, Robert (Ireland/[[[[[Hoa Kỳ|Mỹ]]]]]], 1775 - 1843)
- Adrastus of Cyzicus (?, ? -)
- Adriaanszoon, Adriaan (Hà Lan, 1571 - 1635)
- Afanasyeva, Tatyana Alexeyevna (Nga, 1876 - 1964)
- ibn Aflah, Jabir (Arabia, 1100 - 1150)
- Afraimovich, Valentin (Nga/Liên Xô, 1945 -)
- Agnesi, Maria Gaetana (Ý, 1718 - 1799)
- Agrawal, Manindra (Ấn Độ, 1966 -)
- Agrest, Matest M. (Nga, 1915 - 2005)
- Agrippa, Camillo (Ý, ? -)
- d'Aguilon, François (Bỉ, 1567 - 1617)
- Aharoni, Ron (Israel, ? -)
- Ahlfors, Lars Valerian (Finland, 1907 - 1996)
- Ahlgren, Paco (Mỹ), 1968 -)
- Ahlswede, Rudolf (Đức, 1938 -)
- ibn Ahmad al-Nasawī, Alī (Persia, 1010s - 1070s)
- Ahmed, Ziauddin (Ấn Độ/Pakistan, 1878 - 1947)
- Ahmes (Ai Cập, 1680 TCN - 1620 TCN)
- Ahsan, Riaz (Pakistan, 1951 - 2008)

## Aig
- Aigner, Martin (Áo, 1942 -)
- Aitchison, John (Scotland, 1926 -)
- Aitken, Alexander Craig (Vương quốc Anh/New Zealand, 1895 - 1967)
- Aiyer, V. Ramaswamy (Ấn Độ, ? -)
- Aizenman, Michael (?, ? -)
- Ajdukiewicz, Kazimierz (Ba Lan, 1890 - 1963)
- Ajtai, Miklós (Hungary, 1946 -)
- Akaike, Hirotsugu (Nhật Bản, 1927 -)
- Akansu, Ali (Thổ Nhĩ Kỳ/[[[[[Hoa Kỳ|Mỹ]]]]], ? -)
- Akbulut, Selman (Thổ Nhĩ Kỳ, ? -)
- Akhiezer, Naum (Belarus/Liên Xô, 1901 - 1980)
- Akiba, Tadatoshi (Nhật Bản, 1942 -)
- Akpan, Samuel Matthew (Nigeria, ? -)
- Alaoglu, Leonidas (Mỹ)/Canada/Hy Lạp, 1914 - 1981)
- Alavi, Yousef (Mỹ)/Pakistan, ? -)
- Albanese, Giacomo (Ý, 1890 - 1948)
- Alben, Silas D. (?, ? -)
- Albert, Abraham Adrian (Mỹ), 1905 - 1972)
- Albert, Michael H. (Canada, 1962 -)
- Alcan, Félix (Pháp, 1841 - 1925)
- Alder, Mike (Australia, ? -)
- Aldous, David (?, ? -)
- Alele-Williams, Grace (Nigeria, 1932 -)
- d'Alembert, Jean le Rond (Pháp, 1717 - 1783)
- Alexander of Villedieu (?, 1175 - 1240)
- Alexander, Archie (?, ? -)
- Alexander, Conel Hugh O'Donel (Vương quốc Anh, 1909 - 1974)
- Alexander, Stephen (?, 1806 - 1883)
- Alexandrov, Aleksandr Danilovich (Nga/Liên Xô, 1912 - 1999)
- Alexandrov, Pavel (Nga/Liên Xô, 1896 - 1982)

## Alf
- Alford, W. R. (Red) (Mỹ), 1937 - 2003)
- Alhazen (Arabia/Persia/Iraq, 965 - 1039)
- ibn Alī al-Qalasādī, Abū al-Hasan (Arabia, 1412 - 1486)
- Ali, Mir Masoom (Mỹ), 1937 -)
- Aliprantis, Charalambos D. (Mỹ)/Hy Lạp, 1946 - 2009)
- Allan, Graham Robert (Anh, 1936 - 2007)
- Allé, Moritz (Cộng hòa Séc, 1837 - 1913)
- Allen, Roy George Douglas (Vương quốc Anh, 1906 - 1983)
- Allen, Thomas (Anh, 1542 - 1632)
- Allendoerfer, Carl B. (Mỹ), 1911 - 1974)
- d'Allonville, Jacques (Pháp, 1671 - 1732)
- Almgren, Jr., Frederick J. (Mỹ), 1933 - 1997)
- Alon, Noga (Israel, 1956 -)
- Alperin, Jonathan Lazare (Mỹ), 1937 -)
- Alpert, Bradley (?, ? -)
- Alt, Franz (Áo/[[[[[Hoa Kỳ|Mỹ]]]]]], 1910 -)
- Altman, Doug (Vương quốc Anh, 1948 -)
- Altschul, Stephen (Mỹ), 1957 -)
- Alvord, Benjamin (Mỹ), 1813 - 1884)
- Ambrose, Warren (Mỹ), 1914 - 1996)
- Ambrosio, Luigi (Ý, 1963 -)
- Ambschel, Anton (Slovenia, 1746 - 1821)
- Amici, Giovanni Battista (Ý, 1786 - 1863)
- Amitsur, Shimshon (israel prize in exact science recipients who were/Israel, 1921 - 1994)
- Amma, T.A. Sarasvati (Ấn Độ, ? -)
- Ammann, Robert (Mỹ), 1946 - 1994)
- Amoroso, Luigi (Ý, 1886 - 1965)
- Ampère, André-Marie, (Pháp, 1775 - 1836)
- Amringe, John Howard Van (Mỹ), 1836 - 1915)
- Amsler-Laffon, Jakob (Thụy Sĩ, 1823 - 1912)

## Amu
- Amur, K. S. (?, 1934 -)
- Anaxagoras (Ancient Hy Lạp, 500s BC - 428 TCN)
- Anaximenes of Miletus (Ancient Hy Lạp, 585 TCN - 525 TCN)
- Anđelić, Tatomir (Serbia, 1903 - 1993)
- Anderson, Alexander (Scotland, 1580s - 1620)
- Anderson, George (Anh, ? -)
- Anderson, John Robert (?, 1947 -)
- Anderson, Michael (?, 1950 -)
- Anderson, Oskar (Đức/Nga, 1887 - 1960)
- Anderson, Richard Davis (Mỹ), 1922 - 2008)
- Anderson, Theodore Wilbur (Mỹ), ? -)
- André, Yves Marie (?, 1675 - 1764)
- Andreescu, Titu (Romania/[[[[[Hoa Kỳ|Mỹ]]]]]], 1956 -)
- Andreev, Konstantin (Nga/Liên Xô, 1848 - 1921)
- Andreini, Alfredo (?, 1870 - 1943)
- Andrews, Annie Dale Biddle (?, 1885 - 1940)
- Andrews, Ben (?, ? -)
- Andrews, George (Mỹ), 1938 -)
- Andrews, Peter B. (Mỹ), 1937 -)
- Andrunakievich, Vladimir (Moldova/Liên Xô, 1917 - 1979)
- Anger, Carl Theodor (Đức, 1803 - 1858)
- Ankeny, Nesmith (Mỹ), 1927 - 1993)
- Anosov, Dmitri (Nga/Liên Xô, 1936 -)
- Anscombe, Francis (Anh, 1918 - 2001)
- Anselin, Luc (Bỉ, ? -)
- Ansoff, Igor (Mỹ), 1918 - 2002)
- Anthemius of Tralles (Ancient Hy Lạp, 474 - 534)
- Antiphon (Ancient Hy Lạp, 480 TCN - 411 TCN)
- Antoine, Louis (Pháp, 1888 - 1971)
- Antonelli, Giovanni (Ý, 1818 - 1872)

## Ape
- Apéry, Roger (Pháp/Hy Lạp, 1916 - 1994)
- Apfelbacher, Karl (Đức, ? -)
- Apian, Philipp (Đức, 1531 - 1589)
- Apianus, Petrus (Đức, 1495 - 1552)
- Apollonius of Perga (Ancient Hy Lạp, 262 TCN - 190 TCN)
- Apostol, Tom M. (Mỹ)/Hy Lạp, 1923 -)
- Appel, Kenneth (Mỹ), 1932 -)
- Appell, Paul Émile (Pháp, 1855 - 1930)
- Approximation, Pythagorean (Ancient Ấn Độ, ? -)
- Arad, Zvi (Israel, 1942 -)
- Arago, François Jean Dominique (Pháp, 1786 - 1853)
- Arakelov, Suren (Liên Xô, 1947 -)
- Arbarello, Enrico (Ý, ? -)
- Arbogast, Louis François Antoine (Pháp, 1759 - 1803)
- Arbuthnot, John (Anh, 1667 - 1735)
- Archimedes (Ancient Hy Lạp/Sicilia, 287 TCN - 212 TCN)
- Archytas (Ancient Hy Lạp, 428 TCN - 347 TCN)
- D'Arcy, Count Patrick (Ireland, 1725 - 1779)
- Arens, Richard Friederich (Mỹ), 1919 - 2000)
- Arenstorf, Richard (Mỹ), ? -)
- Arf, Cahit (Thổ Nhĩ Kỳ, 1910 - 1997)
- Argand, Jean-Robert (Pháp, 1768 - 1822)
- Argoli, Andrea (Ý, 1570 - 1657)
- Aristarchus of Samos (Ancient Hy Lạp, 310 TCN - 230 TCN)
- Aristotle (Ancient Hy Lạp/Hy Lạp, 384 TCN - 322 TCN)
- Armero, Julio Garavito (Colombia, 1865 - 1920)
- Armitage, Peter (Anh, 1924 -)
- Arnauld, Antoine (Pháp, 1612 - 1694)
- Arnold, Douglas N. (Mỹ), 1954 -)
- Arnold, Vladimir Igorevich (Nga/Liên Xô, 1937 -)

## Aro
- Arocena, Rodrigo (Uruguay, 1947 -)
- Aronszajn, Nachman (Ba Lan, 1907 - 1980)
- Arthur, James (Mỹ)/Canada, 1944 -)
- de Artiga, Francisco (Spain, ? - 1711)
- Artin, Emil (Áo/[[[[[Hoa Kỳ|Mỹ]]]]]], 1898 - 1962)
- Artin, Michael (Mỹ), 1934 -)
- Artom, Emilio (?, 1888 - 1952)
- Arveson, William (Mỹ), 1934 -)
- Aryabhata I (Ancient Ấn Độ, 476 - 550)
- Arzelà, Cesare (Ý, 1847 - 1912)
- Aṣ-Ṣaidanānī (?, ? -)
- Aschbacher, Michael (Mỹ), 1944 -)
- Asclepius of Tralles (Ancient Hy Lạp, ? -)
- Ascoli, Giulio (Ý, 1843 - 1896)
- Aşkar, Attila (Thổ Nhĩ Kỳ, ? -)
- Askey, Richard (Mỹ), 1933 -)
- ibn Aslam, Abū Kāmil Shujā (Ai Cập, 850 - 930)
- Aslam, Chaudry Mohammad (Pakistan, 1900 - 1965)
- Asprey, Winifred (?, 1917 - 2007)
- Asser, Günter (Đức, ? -)
- Atanassov, Krassimir (Bulgaria, 1954 -)
- [[S[[[[[Hoa Kỳ|Mỹ]]]]]]n Athey|Athey, S[[[[[Hoa Kỳ|Mỹ]]]]]]n]] (Mỹ), 1970 -)
- Atiyah, Michael Francis (Vương quốc Anh, 1929 -)
- Atkin, A. O. L. (Mỹ)/Vương quốc Anh, 1925 - 2008)
- Atkinson, Henry (Anh, 1781 - 1824)
- Attalus of Rhodes (Ancient Hy Lạp, ? -)
- Atwood, George (Anh, 1745 - 1807)
- Aubert, Karl Egil (Na Uy, 1924 - 1990)
- Aubin, Thierry (Pháp, 1942 - 2009)
- Auerbach, Herman (Ba Lan, 1901 - 1942)

## Aug
- Augenstein, Bruno (Đức, 1923 - 2005)
- Aumann, Israel Robert John (Israel, 1930 -)
- Auslander, Louis (?, 1928 - 1997)
- Austin, James Murdoch (Mỹ), 1915 - 2000)
- Austin, Oscar Phelps (Mỹ), 1848 - 1933)
- Autolycus of Pitane (Ancient Hy Lạp, 360 TCN - 290 TCN)
- Ávila, Artur (Brazil, 1979 -)
- Avis, David (Vương quốc Anh, 1951 -)
- Ax, James (Mỹ), 1937 - 2006)
- Axelrod, Robert (Mỹ), 1943 -)
- Ayres, Leonard Porter (Mỹ), 1879 - 1946)
- Ayrton, Hertha Marks (Anh, 1854 - 1923)
- Ayyangar, A. A. Krishnaswami (Ấn Độ, 1892 - 1953)
- Azuma, Kazuoki (Nhật Bản, ? -)
- Azumaya, Goro (Nhật Bản, 1920 -)